# Stele kurgan

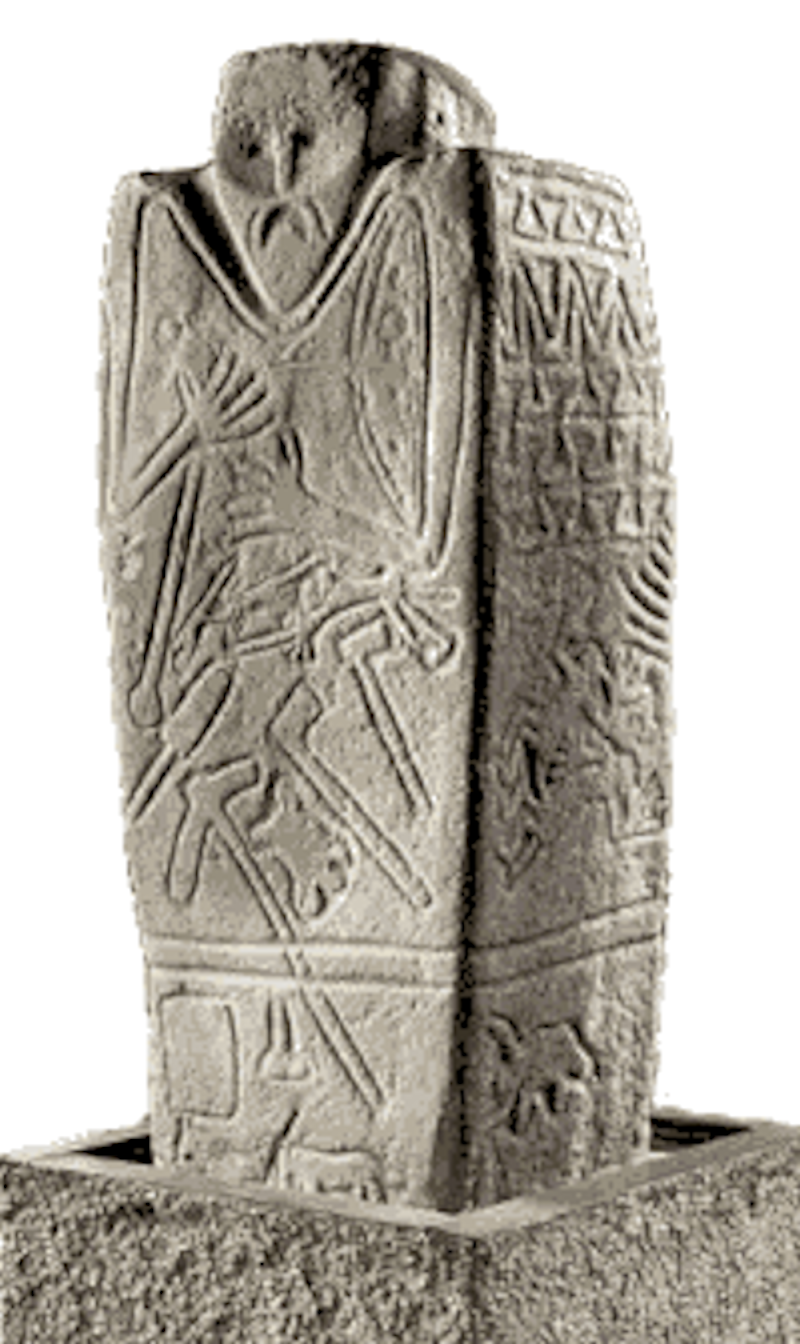
Il c.d. "idolo di Kernosovskiy" (Керносовский идол), datato alla metà del III millennio a.C. e associato alla tarda Cultura di Jamna.

Le Stele kurgan (in mongolo: хүн чулуу ; in Russo: каменные бабы ; in Ucraino: Баби кам'яні " babà di pietra"; Kyrgyz  [bɑlbɑl]) o Balbal ( балбал balbal, molto probabilmente dalla parola turca balbal, "antenato" o "nonno", o dal mongolo barimal, "statua fatta a mano") sono monumenti in pietra, di tipo antropomorfo, che rientrano nel fenomeno del megalitismo, comune alle popolazioni pre-protostoriche dell'Europa a partire dal III millennio a.C. Si tratta della variante europeo-orientale delle c.d. "Statue stele", originariamente legate alla cultura kurgan: i monumenti erano infatti collocati alla sommità, all'interno o all'esterno (intorno o disposti in percorsi votivi) dei tumuli kurgan.
Inizialmente legati alla facies Jamna (steppa pontico-caspica) della cultura kurganica e quindi ai proto-indoeuropei secondo la c.d. "Ipotesi kurganica" questi monumenti vennero prodotti in un arco di tre millenni, con esemplari dell'Età del ferro attribuiti agli Sciti sino agli esemplari medievali attribuiti ai Popoli turchi (es. Kipčaki) subentrati agli indoeuropei nel dominio sulle steppe.
Geograficamente, le stele kurgan si trovano in Russia meridionale, Ucraina, Prussia, Siberia meridionale, Asia centrale, Turchia e Mongolia.

## Scopo
La stele kurgan era probabilmente il memoriale di un defunto onorato. Si trova in contesti sepolcrali e santuari funerari dall'Età del rame al Medioevo. Ivanovovsky riferì che i Turguti Tarbagatai (Calmucchi) veneravano gli obelischi kurgan nel loro paese come immagini dei loro antenati e che il loro rito funebre prevedeva di deporre le ceneri del defunto parte in una ciotola e parte alla base della statua.
Come elemento architettonico, le stele potevano fungere da recinto in pietra, spesso circondate da un fossato e con focolari sacrificali, a volte piastrellati all'interno, per il tumulo.

## Storia e distribuzione

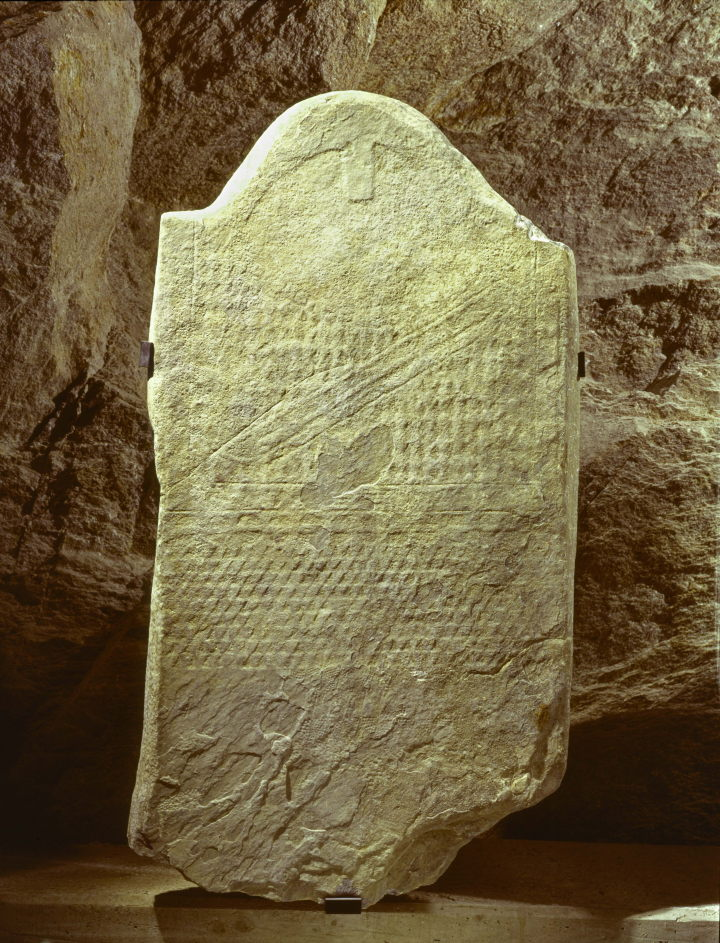
Stele n. 25 del Petit Chasseur di Sion (Svizzera), datata 2700-2150 a.C.

Le prime stele antropomorfe risalgono al IV millennio a.C. e sono associate al bacino della prima Cultura di Jamna, in particolare alla Cultura di Kemi Oba della Crimea e alla regione della steppa adiacente. Quelli in Ucraina sono circa 300, la maggior parte lastre di pietra molto grezze con una testa sporgente dallo schema semplice e alcune caratteristiche scolpite, come occhi o seni. Una ventina di esemplari, sono vere e proprie statue stele: più complesse, con ornamenti, armi, figure umane o animali.

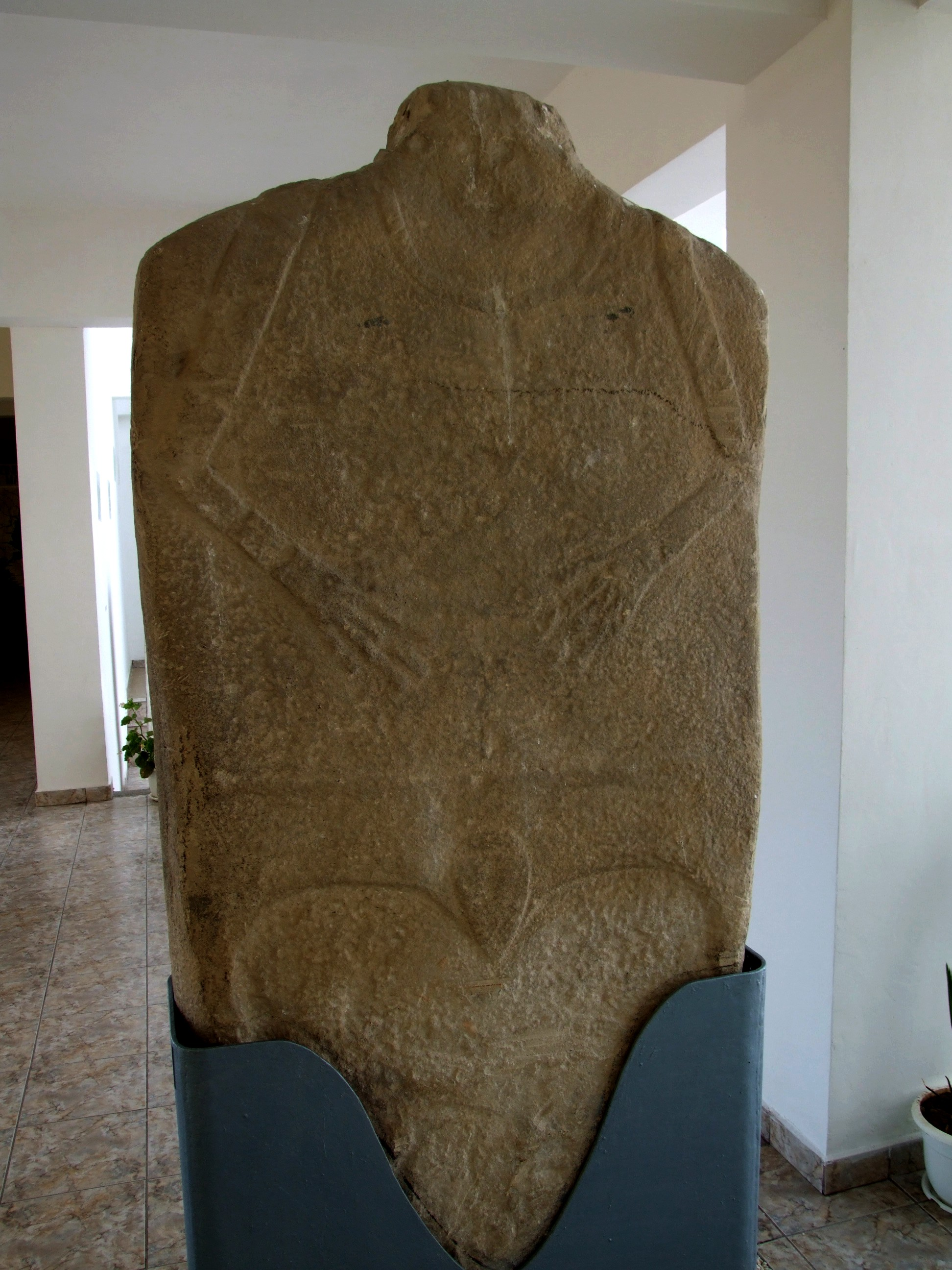
Stele antropomorfa del Neolitico da Hamangia-Baia (Romania), esposta al Museo di Histria.

Il tipo primitivo, neolitico, di stele antropomorfe si trova anche nella regione alpina italiana, nel sud della Francia e in Portogallo. Esempi sono stati trovati anche in Bulgaria a Plachidol, Ezerovo, e Durankulak. Si tratta di manufatti molto semplici.
La distribuzione delle stele successive, protostoriche, è limitata: 
- a ovest dal distretto di Odessa, dalla provincia di Podolsk, dalla Galizia, dalla provincia di Kalisz, dalla Prussia; a sud dal fiume Kacha, in Crimea;
- a sud-est dalla Kuma nella provincia di Stavropol e nella regione di Kuban; a nord dalla Regione di Minsk e dal distretto di Oboyan nell'Oblast' di Kursk (anche la provincia di Ryazan), il distretto di Ahtyr nell'Oblast' di Charkiv, l'Oblast' di Voronež, i distretti di Balash e Atkar nell'Oblast' di Saratov fino alle rive della Samara nel distretto Buzuluk dell'Oblast' di Samara;
- ad est sono sparse nella steppa del Kirghizistan (Kazakistan) fino alle rive del Irtyš e al Turkestan, presso Ysyk-Köll, nel distretto di Tokmak, e negli alti corsi del Tom' e del Enisej, nella steppa di Sagai in Mongolia.

I Cimmeri dell'inizio del I millennio a.C. hanno lasciato un piccolo numero (se ne conoscono una decina) di distintive stele di pietra. Dal Caucaso settentrionale sono note altre quattro o cinque "Stele del Cervo" risalenti alla stessa epoca.
Dal VII secolo a.C., gli Sciti iniziarono a dominare la steppa pontico-caspica. Furono a loro volta sfollati dai Sarmati a partire dal II secolo a.C. tranne che in Crimea, ove persistettero per alcuni secoli in più. Questi popoli hanno lasciato stele di pietra accuratamente lavorate, con tutte le caratteristiche incise in rilievo.
Le prime stele degli Slavi sono di fattura più primitiva. Ci sono una trentina di siti della regione centrale del Dnestr in cui sono state trovate tali figure antropomorfe. Il più famoso di questi è il c.d. "Idolo Zbruch" del X secolo circa, un prisma di 3 m con quattro facce sotto un unico cappello a punta (v.si Svetovit). Boris Rybakov ha sostenuto l'identificazione dei volti con gli dèi Perun, Mokoš, Lado e Veles.

## Similitudini con le statue stele mediorientali
Stele funerarie antropomorfe dell'età del bronzo sono state trovate in Arabia Saudita. Ci sono somiglianze con il tipo Kurgan nella manipolazione del corpo a lastra con dettagli incisi, sebbene il trattamento della testa sia decisamente più realistico.
Le stele antropomorfe finora rinvenute in Anatolia sembrano postdatare quelle della Cultura di Kemi Oba nella steppa e si presume derivino dal tipo della steppa. Un frammento di queste stele è stato trovato nel primo strato di deposizione a Troia, noto come "Troia I".
Tredici stele di pietra, di un tipo simile a quelle delle steppe eurasiatiche, sono state trovate nel 1998 nella loro posizione originale al centro di Hakkâri, una città nell'angolo sud-orientale della Turchia, e sono ora esposte nel Museo di Van. Le stele erano scolpite su lastre verticali simili a lastre di pietra che misuravano tra 0,7 m alle 3.10 m di altezza. Le pietre contengono solo una superficie tagliata, su cui sono state cesellate figure umane. Ogni stele raffigura la parte superiore del corpo umano. Undici delle stele raffigurano guerrieri nudi con pugnali, lance e asce, usuali simboli maschili di guerra. Tengono sempre un recipiente per bere fatto di pelle con entrambe le mani. Due stele contengono figure femminili senza braccia. Le stele maschili sono a bassorilievo mentre le stele femminili sono lineari. Risalgono dal XV-XI secolo a.C. e potrebbero rappresentare i sovrani del regno di Hubushkia, forse derivati da una cultura della steppa eurasiatica che si era infiltrata nel Vicino Oriente.

## Archeologia

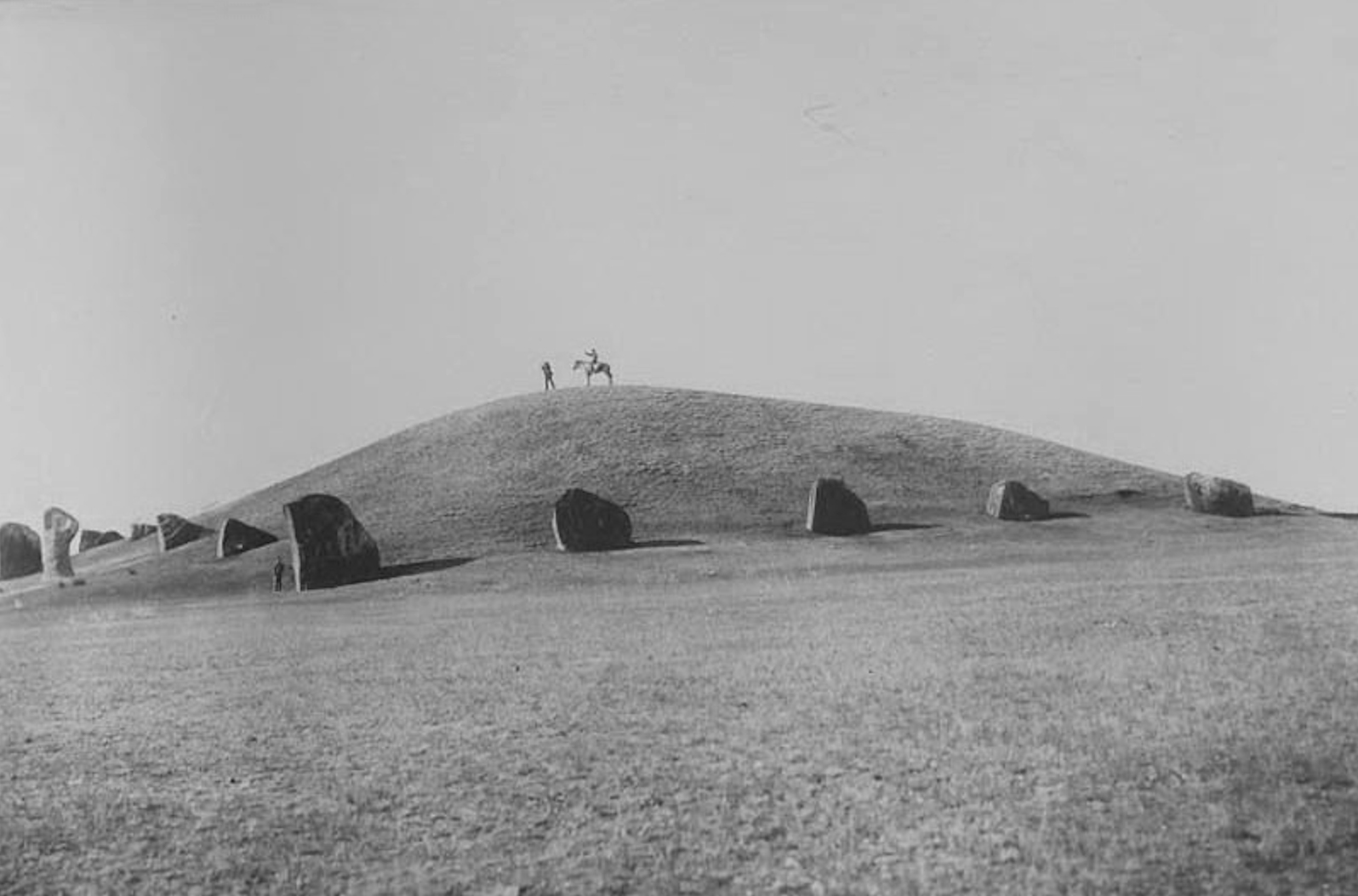
Kurgan di Salbyk, realizzato dagli Sciti nel V-IV sec. a.C. con balbal ed obelisco alla sommità. Fotografato prima degli scavi, all'inizio del XX secolo - territorio di Minusinsk (Siberia).

L'esploratore medievale Guglielmo di Rubruck menzionò le stele kurgan nel suo celebre Itinerarium del 1253. Le incontrò nelle terre dei Cumani (Kipčaki) e riferì che tale popolo installava le stele sulle tombe dei propri defunti. Queste statue sono menzionate anche nel "Grande libro da disegno" del XVII secolo, come indicatori di confini e strade o punti di orientamento. Nel XVIII secolo, informazioni su alcune stele kurgan furono raccolte da Pallas, Falk, Guldenshtedt, Zuev, Lepekhin e nella prima metà del XIX secolo da Klaprot, Duboa-de-Montpere e Spassky che ne parlarono come di "obelischi siberiani". Il conte Aleksej Sergeevič Uvarov, nei lavori del 1º Congresso Archeologico di Mosca riunì tutti i dati disponibili a quel tempo sugli obelischi kurgan e li illustrò con i disegni di 44 statue.
Nel XIX secolo, i dati su queste statue furono raccolti da AI Kelsiev, e in Siberia, Turkestan e Mongolia da Potanin, Pettsold, Poyarkov, Vasilij Vasil'evič Radlov, Ivanov, Adrianov e Yadrintsev, in Prussia da Lissauer e Gartman.

## Musealizzazione e censimento
Il Museo statale di storia a Mosca ospita 30 esemplari di stele kurgan, disposte nelle sale e nel cortile. Altri musei con stele kurgan sono quelli di Charkiv, Odessa, Novočerkassk, ecc. Questi sono solo una piccola parte di un campionario sparso su varie regioni dell'Europa orientale, vestigia d'una moltitudine d'esemplari distrutti o utilizzati come materiale da costruzione per edifici, recinzioni, ecc.
Nel 1850, Piskarev, sommando tutte le informazioni sugli obelischi kurgan disponibili in letteratura, contò 649 esemplari, per lo più nella Oblast' di Dnipropetrovs'k (428), a Taganrog (54), nella provincia di Crimea (44), a Charkiv (43), nelle terre dei Cosacchi del Don (37), nella provincia di Enisej (Siberia) (12), a Poltava (5), a Stavropol' (5), ecc. Molte statue gli rimasero comunque sconosciute.

## Aspetto

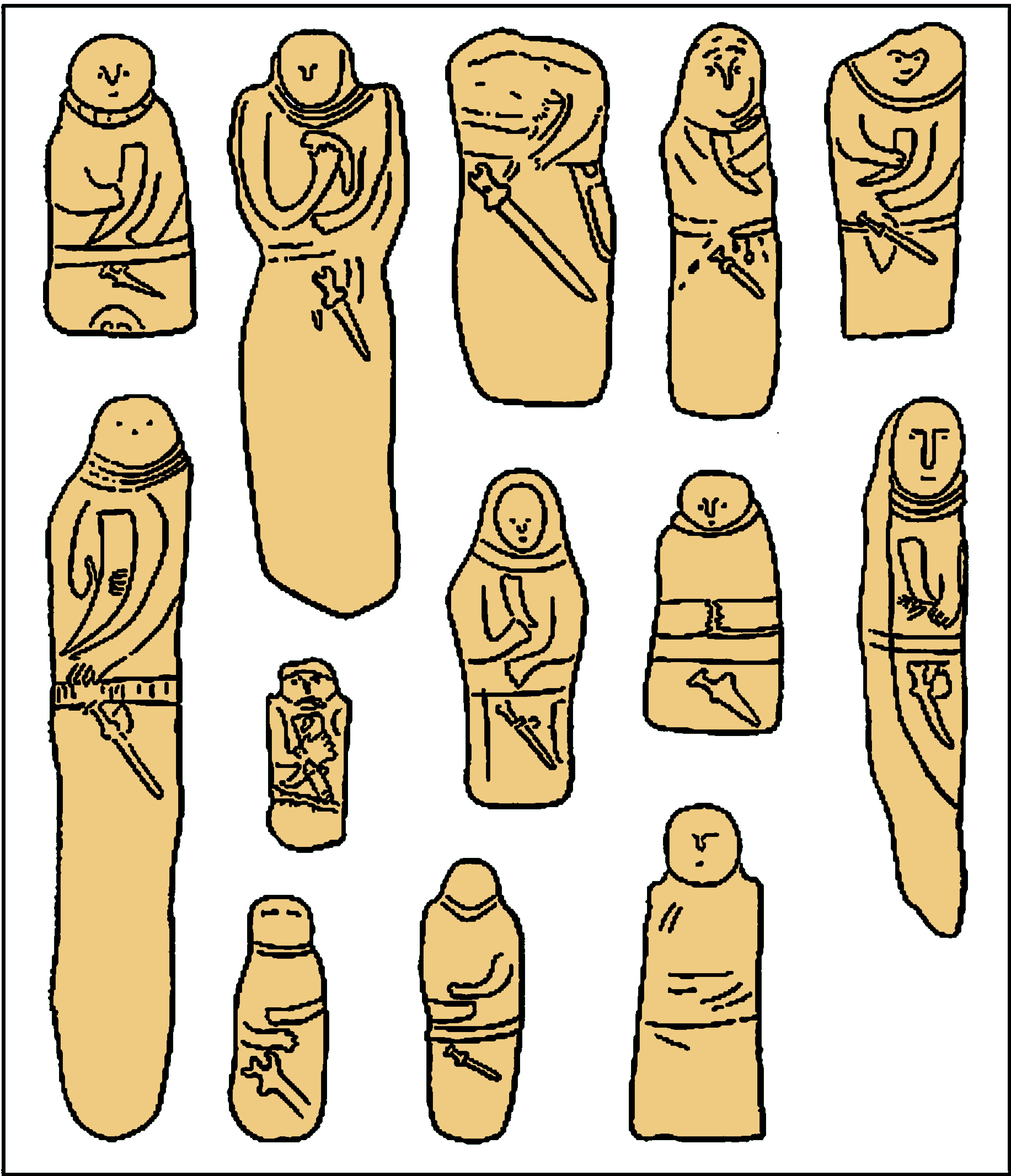
Raccolta di disegni di stele scite dal VI al V secolo a.C. - ill. in Rybakov 1987

I balbal degli Sciti e poi dei Cumani raffigurano comunemente un guerriero che tiene un Corno potorio nella mano destra sollevata. Molti mostrano anche una spada o un pugnale appesi alla cintura del guerriero.
Scrivendo sui kurgan dell'Altaj, Lev Nikolaevič Gumilëv afferma: «A est delle tombe si trovano catene di balbal, pietre rozzamente scolpite impiantate nel terreno. Il numero di balbal nelle tombe che ho esaminato varia da 0 a 51, ma il più delle volte ci sono 3-4 balbal per tomba.» Numeri simili sono forniti anche da Kyzlasov. Sono memoriali delle gesta del defunto, ogni balbal rappresenta un nemico da lui ucciso. Molte tombe non hanno balbal. Apparentemente, ci sono ceneri sepolte di donne e bambini.

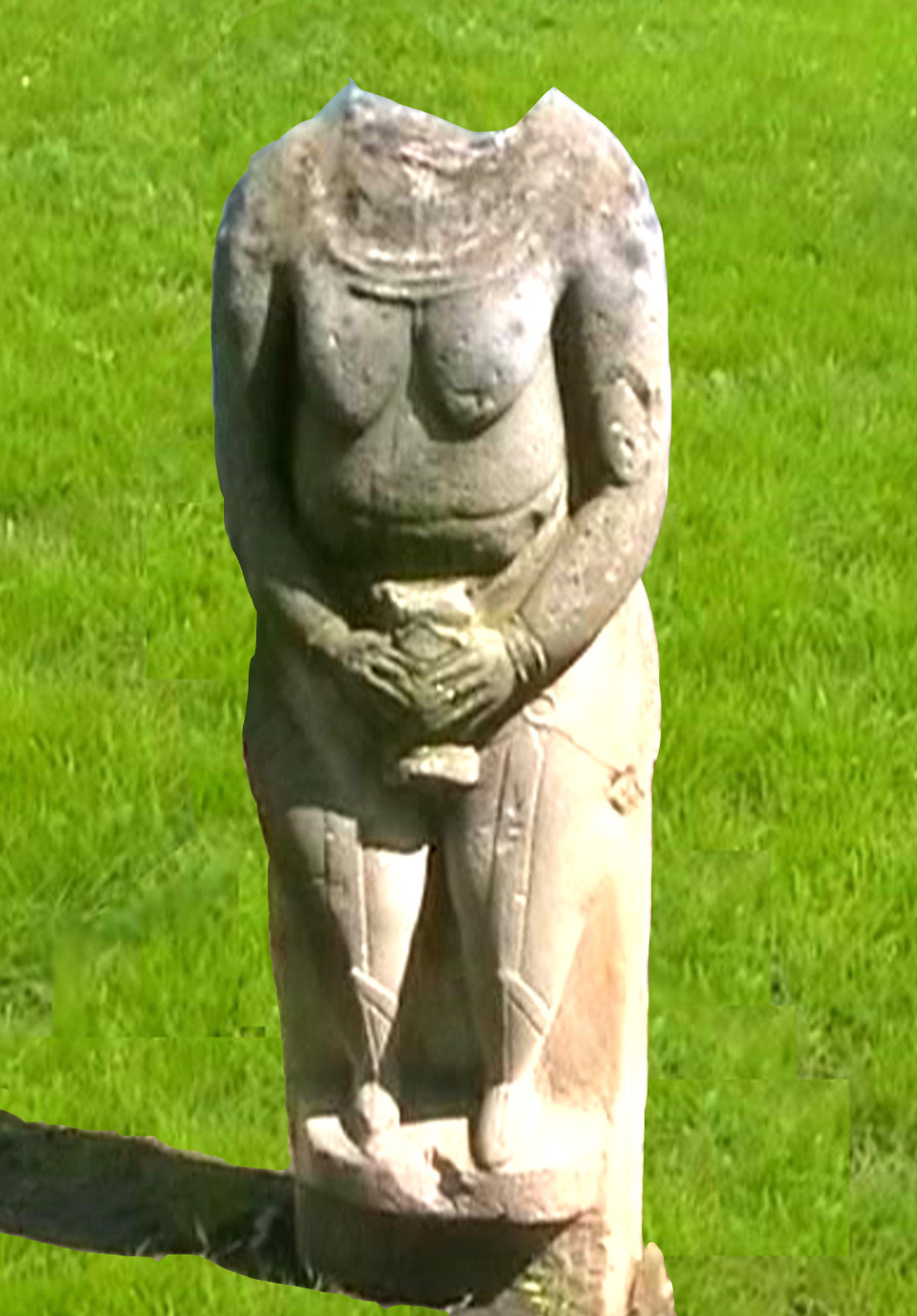
Stele kurgan presso Luhans'k.

I balbal hanno due forme ben distinte: conica e piatta, con la parte superiore rasata. Considerando l'evidenza delle Iscrizioni dell'Orkhon che ogni balbal rappresentava una certa persona, tale distinzione non può essere casuale. Probabilmente qui è segnato un importante attributo etnografico, un copricapo. Gli abitanti delle steppe fino ad oggi indossano un malahai conico e gli Altaiani indossano cappelli rotondi piatti. Le stesse forme di copricapi sono registrate per l'VIII secolo. Un'altra osservazione di Gumilev: «Dai laghi salati di Tsaidam al monumento di Kül-tegin conduce una catena di balbal di tre chilometri. Al nostro tempo sono sopravvissuti 169 balbal, apparentemente ce n'erano di più. Ad alcuni balbal viene data una rozza somiglianza con gli uomini, indicati sono le mani, un accenno di una cintura. Lungo il fossato verso est corre una seconda catena di balbal, che diede a I. Lisi motivo di suggerire che circondassero il muro di recinzione del monumento. Tuttavia, è probabile che si tratti di un'altra catena appartenente a un altro defunto sepolto in precedenza.»

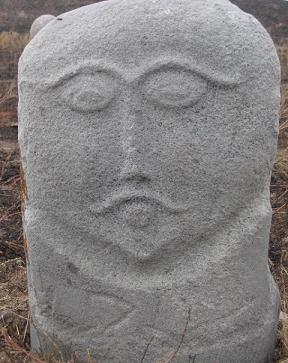
Un balbal vicino alla Torre di Burana in Kirghizistan.

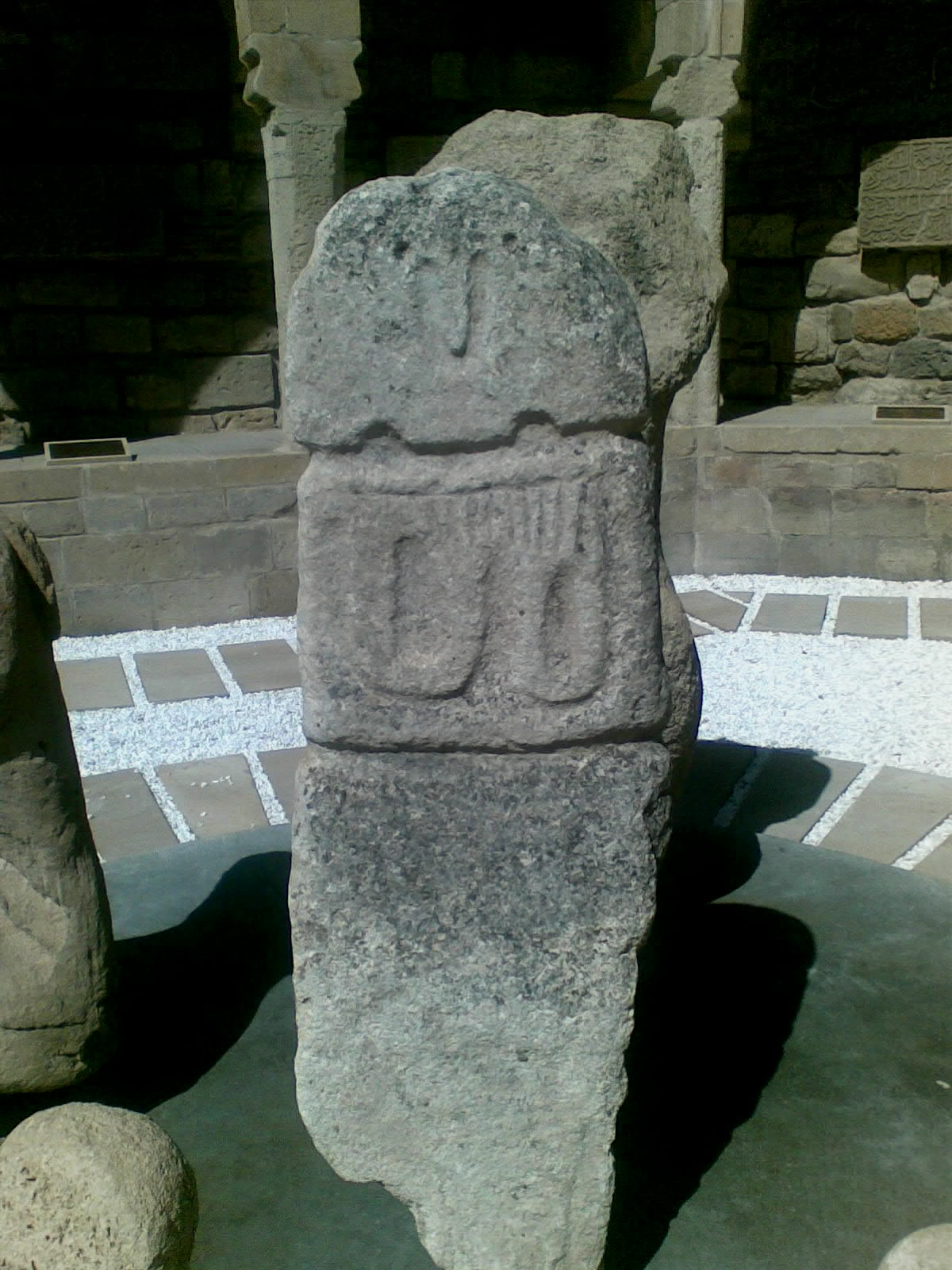
Stele di pietra trovata nel villaggio di Boyahmadli nella regione di Ağdam in Azerbaigian.

Alcuni obelischi kurgan si trovano ancora in piedi sui kurgan, altri sono stati trovati sepolti sui pendii. Non sempre si può affermare se fossero contemporanei ai kurgan su cui si trovano, esistessero prima o fossero scolpiti in seguito e sollevati sul kurgan. Gli obelischi di Kurgan sono di arenaria, calcare, granito, ecc. La loro altezza è di 3,5 m a 0,7 m, ma più spesso 1,5–2 m. Alcuni di essi sono semplici colonne di pietra, con una rozza immagine di un volto umano, su altri è chiaramente raffigurata la testa (con il collo ristretto); nella maggior parte dei casi è raffigurata non solo la testa, ma anche il corpo, le braccia e spesso entrambe le gambe, il copricapo e il vestito. Sulle statue più rozze è impossibile discernere il sesso, ma per lo più è espresso chiaramente: gli uomini sono con i baffi (a volte con la barba, un obelisco kurgan barbuto si trova nel cortile del Museo Storico di Mosca), in costume con corazze e cinture di metallo, a volte con una spada, ecc.; le donne hanno il seno scoperto, indossano copricapi particolari, con cinture o collane sul collo, ecc. Altri obelischi mostrano figure completamente nude e di solito solo la testa è coperta e le gambe sono calzate. Le statue di Kurgan sono sedute (spesso femmine) e in piedi (per lo più maschi); in entrambi i casi le gambe non sono raffigurate. Se le gambe sono raffigurate, sono a piedi nudi o più spesso calzate, con stivali alti o bassi (bashmaks), a volte con pantaloni distinguibili con ornamenti. Molte obelischi kurgan femminili (e alcuni maschi) sono nudi sopra la cintura, ma sotto sono visibili una cintura e un vestito, a volte due abiti, uno più lungo sotto e un altro sopra, come un semi- 'kaftan' o una pelliccia corta, con applicazioni e inserti (gli ornamenti degli inserti sono costituiti da linee geometriche, doppie spirali, ecc., o anche da corazze). Altri hanno strisce sulle spalle, molti hanno due strisce (raramente tre o una larga), piastre (apparentemente, di metallo) sul petto attaccate a una cintura o, più spesso, a due cinture. Sulla cintura a volte è possibile distinguere una fibbia al centro o cinghie appese ad essa con a volte annessa borsa, uno specchietto tondo in metallo tascabile, un coltello, un pettine, a volte è raffigurato anche (statue maschili) un pugnale o una spada dritta, un arco, un 'kolchan' (faretra), un gancio e una scure. Sul collo gli uomini indossano una fascia di metallo, le donne indossano una collana di perline o scaglie, a volte ne sono visibili anche 2 o 3, alcune hanno un nastro largo o una cintura che scende dalla collana, terminando con un panno a 4 angoli. Sulle mani, sui polsi e sulle spalle (soprattutto per i nudi) ci sono bracciali (anelli) e polsini, nelle orecchie, per donne e uomini, ci sono orecchini, sulla testa (fronte) a volte c'è una benda ornamentale o un diadema. Le trecce femminili non sempre si distinguono da nastri o bende, sono raffigurate anche per gli uomini. In alcuni casi il cappello maschile rappresenta indubbiamente un piccolo elmo (misyurka), a volte con strisce metalliche incrociate. Il copricapo femminile è più vario, come un cappello con falde ricurve, cappello 'bashlyk', kirghiso (kazako), ecc.
Il tipo del viso non è sempre rappresentato chiaramente. La stragrande maggioranza delle donne unisce le mani sull'ombelico o sul fondo dello stomaco e tiene in mano un vaso, spesso cilindrico, come una tazza o un bicchiere. A volte è così sfocato che può essere preso per una sciarpa piegata. Una statuetta maschile tiene una ciotola nella mano sinistra e una spada nella destra; e un altro ha le mani semplicemente giunte, senza una ciotola, una statuetta femminile tiene un anello, alcune tengono un rhyton/corno potorio.

### Esplicative
1. ↑  40 stele antropomorfe su un totale di 137 descritte da Ol'khovskiy-Evdokimov 1994, pp. 67 e 69 (tabella 14) includono la raffigurazione di un corno potorio.

### Bibliografiche
1. ↑  (EN) Mallory JP, The anthropomorphic stelae of the Ukraine: the early iconography of the Indo-Europeans, Institute for the Study of Man, 1994,  p. 54f.
2. ↑  (RU) Forostyuk, Луганщина релігійна, Lugansk, Світлиця, 2004.
3. ↑  Anthony 2007.
4. ↑  Kyzlasov 1969, pp. 207 e 208.
5. ↑  (EN) Shipova EN, Dictionary of Turkisms In Russian,  p. 55.
6. ↑  (FR) Ivanovovsky A, Quelques données sue le questions: 1) de l'existence simultanée de l'usage de la sépulture et de l'incinération, et 2) des statues en pierre, nommées "Kamennya baby", in Congrès international d'archéologie préhistorique et d'anthropologie 11-ème session, à Moscou, du 1/13-8/20 août, 1892, traduzione di Anoutchine D, vol. 1, Mosca, 1892,  pp. 179-184.
7. ↑  Mallory-Adams 1997, pp. 327-328.
8. ↑  Mallory-Adams 1997, pp. 544-546.
9. ↑  Anthony 2007, fig. 13.11.
10. ↑  (EN) Manzura I, The Proto-Bronze Age cemetery at Durakukak: a look from the east, in Nikolova L, Fritz J e Higgins J (a cura di), Prehistoric Archaeology and Anthropological Theory and Education, RPRP, n. 6-7, 2005,  p. 5155.
11. ↑  (EN) Roads of Arabia – Archaeology and History of the Kingdom of Saudi Arabia, su louvre.fr. URL consultato il 15 giugno 2022 (archiviato dall'url originale il 15 giugno 2011).
12. ↑  Anthony 2007, p. 339 e fig. 13.11.
13. ↑  (EN) Veli Sevin, Mystery Stelae, in Archaeology, vol. 53, n. 4, luglio-agosto 2000.
14. ↑  (EN) Sagona A, The Heritage of Eastern Turkey: from earliest settlements to Islam, 2006,  pp. 68-71.
15. ↑  Uvarov 1869.
16. ↑  Kyzlasov 1969, p. 62.
17. ↑  Gumilev 1993, p. 261.
18. ↑  Gumilev 1993, p. 329.

### Fonti primarie
- (LA) Guglielmo di Rubruk, Itinerarium fratris Willielmi de Rubruquis de ordine fratrum Minorum, Galli, Anno gratia 1253 ad partes Orientales, 1253. ed. in  Guglielmo di Rubruk, Viaggio in Mongolia (Itinerarium), a cura di Chiesa P, Milano, Fondazione Lorenzo Valla & Mondadori, 2011.
- (RU) Uvarov A, Сведения о К. бабах, in Трудах I Моск. арх. съезда, 1869.

### Fonti secondarie
- (EN) Anthony DW, The Horse, The Wheel and Language: How Bronze-Age Riders from the Eurasian Steppes Shaped the Modern World, 2007.
- (in Russian) Archeological Encyclopedia Catalogue of stone obelisks Sati.archaeilogy.nsc.ru
- (in Russian) Arslanova F.Kh., Charikov A.A., "Stone obelisks of Upper Irtysh", Soviet Archeology No 3, 1974.
- (in Korean) Bayar D. "Stone obelisks of Mongolia", Seoul, 1994.
- (in Mongolian) Bayar D. "Stone statues in Central region of Mongolia", Ulaanbaatar, Mongolia, 1997.
- (in Russian) Charikov A.A., "Early Middle Age sculptures in Eastern Kazakhstan", Soviet Archeology No 4, 1974.
- (in Russian) Evtükhova L.A., "Stone obelisks of Northern Altai", Works of State Historical Museum, Vol. 16, Mosca, 1945.
- (in Russian) Evtükhova L.A., "Stone obelisks of Southern Siberia and Mongolia", MIA, 1952, No 24.
- (in Russian) Grach A.D., "Ancient Türkic obelisks in Tuva", Mosca, 1961.
- (EN) Gumilev L, Ancient Türks, Mosca, 1993.
- (EN) Harrison R e Heyd V, The Transformation of Europe in the Third Millennium BC: the example of ‘Le Petit-Chasseur I + III’ (Sion, Valais, Switzerland, in Praehistorische Zeitschrift, vol. 82, n. 2, 2007,  pp. 129-214.
- (DE) Hartman, Becherstatuen in Ostpreussen und die Literatur der Becherstatuen, in Archiv für Anthropologie, vol. 21, 1892.
- (in Russian) Ismagulov, O. "Skulls from stone tiled kurgans (Central Kazakhstan)"/"Nomads", Vol. 1, Pavlodar EKO, 2006, ISBN 978-9965-635-21-2
- (in Russian) Kazakevich V.A., "Grave statues in Darigang", Leningrad, 1930.
- (in Azerbaijani) Khalilov M.Dj., "Stone obelisks of Azerbaijan (2nd half of 1st millennium BC – 1st millennium AD)", Mosca, 1988.
- (in Russian) Kubarev V.D., "Ancient obelisks in Altai. Deer slabs", Novosibirsk, 1979.
- (in Russian) Kubarev V.D., "Ancient Türkic obelisks in Altai", Novosibirsk, 1984.
- (RU) Kyzlasov LR, "Storia di Tuva nel Medioevo", Mosca, 1969.
- (EN) Mallory JP e Adams DQ, Kemi Oba Culture, in Encyclopedia of Indo-European Culture', Fitzroy Dearborn, 1997,  pp. 544-546.
- (in Russian) Novgorodova E., Pechersky A., "Early Middle Age sculptures of Kipchaks", Bulletin of International Association for Study of central Asian Cultures, Mosca, 1986.
- (RU) Ol'khovskiy VS e Evdokimov GL, Skifskie izvayaniya VII–III vv. do n.e., Mosca, MTO METEO Publ., 1994.
- (in Russian) Pletneva S.A., "Kipchak stone obelisks", Coll. of Archeological Sources, SAI, Issue E 4-2, Mosca, "Science", 1974.
- (in Russian) Pletneva S.A., "Antiques of Black Klobuks (Oguzes)", Mosca, 1972.
- (RU) Rybakov BA, Язычество древней Руси, 1987.
- (EN) Robb J, People of stone: stelae, personhood and society in prehistoric Europe, in Journal of Archaeological Method and Theory, vol. 16, n. 3, settembre 2009,  pp. 162-183.
- (in Russian) Sher A.Ya., "Stone obelisks of Jeti-su", Mosca, 1966.
- (in Russian) Telegin D. Ya., "The Anthropomorphic Stelae of the Ukraine", 1994.
- Veselovsky, N. I., Современное состояние вопроса о «каменных бабах» или «балбалах» ("the current state of the question of the 'stone babas' or 'balbals'"), Notes of the Odessa Society of History and Antiquities, vol. 33, Odessa (1915).
- (in Russian) Yudin, A.I., "Evolution of social organization of Timber-grave society in late cultural stage (example of Novopokrovka 2 kurgan burial)"/16th Ural archeological conference, Ekaterinburg, 2007, ISBN 978-5-903594-04-7